# Dorchester (Illinois)
Dorchester és una població dels Estats Units a l'estat d'Illinois. Segons el cens del 2000 tenia 142 habitants.

## Demografia
Segons el cens del 2000, Dorchester tenia 142 habitants, 58 habitatges, i 40 famílies. La densitat de població era de 76,1 habitants/km².
Dels 58 habitatges en un 22,4% hi vivien nens de menys de 18 anys, en un 62,1% hi vivien parelles casades, en un 1,7% dones solteres, i en un 31% no eren unitats familiars. En el 27,6% dels habitatges hi vivien persones soles el 13,8% de les quals corresponia a persones de 65 anys o més que vivien soles. El nombre mitjà de persones vivint en cada habitatge era de 2,45 i el nombre mitjà de persones que vivien en cada família era de 3.
Per edats la població es repartia de la següent manera: un 24,6% tenia menys de 18 anys, un 5,6% entre 18 i 24, un 31% entre 25 i 44, un 25,4% de 45 a 60 i un 13,4% 65 anys o més.
L'edat mediana era de 40 anys. Per cada 100 dones de 18 o més anys hi havia 91,1 homes.
La renda mediana per habitatge era de 37.500 $ i la renda mediana per família de 45.625 $. Els homes tenien una renda mediana de 37.500 $ mentre que les dones 18.333 $. La renda per capita de la població era de 17.753 $. Cap de les famílies i el 5,6% de la població estaven per davall del llindar de pobresa.

## Poblacions més properes
El següent diagrama mostra les poblacions més properes.